# Mohamed Obaid al-Saadi
Mohamed Obaid Hindi al-Saadi (arabisch محمد عبيد السعدي, DMG Muḥammad ʿUbaid as-Saʿdī; * 24. Februar 1994 in Maskat) ist ein omanischer Leichtathlet, der sich auf den Sprint spezialisiert hat. Er ist momentaner Landesrekordhalter im 200-Meter-Lauf.

## Sportliche Laufbahn
Erste internationale Erfahrungen sammelte Mohamed Obaid al-Saadi 2009 bei den Hallenasienmeisterschaften 2014 in Hangzhou, bei denen er mit 49,02 s in der Vorrunde des 400-Meter-Laufs ausschied. Anschließend nahm er erstmals an den Asienspielen im südkoreanischen Incheon teil, schied über 400 Meter in der ersten Runde aus und belegte mit der omanischen 4-mal-400-Meter-Staffel in 3:07,71 min den sechsten Platz. Auch bei den Asienmeisterschaften in Wuhan im darauffolgenden Jahr qualifizierte er sich im Einzelbewerb nicht für das Finale, belegte aber mit der 4-mal-100-Meter-Staffel Platz sieben und mit der Langsprintstaffel Rang sechs. Daraufhin gelangte er bei den Militärweltspielen in Mungyeong im 200-Meter-Lauf bis in das Halbfinale und wurde mit der 4-mal-100-Meter-Staffel in 39,81 s Sechster. 2017 gewann er bei den Islamic Solidarity Games in Baku Bronze mit der 4-mal-400-Meter-Staffel und wurde über die kürzere Distanz Fünfter. Bei den Asienmeisterschaften in Bhubaneswar gelangte er bis in das Halbfinale über 200 Meter, schied mit der 4-mal-100-Meter-Staffel im Vorlauf aus und belegte mit der Langsprintstaffel in 3:06,79 min Rang fünf. Daraufhin gewann er bei den Arabischen Meisterschaften in Radès Bronze im 200-Meter-Lauf sowie Silber mit beiden Sprintstaffeln. Damit qualifizierte er sich auch für die Weltmeisterschaften in London, bei denen er mit 21,50 s in der ersten Runde ausschied.
Im August 2018 nahm er erneut an den Asienspielen in Jakarta teil und stellte dort im Vorlauf mit 20,74 s einen neuen Landesrekord auf. Im Finale belegte er in 20,81 s Rang sieben. Zudem schied er mit der 4-mal-100-Meter-Staffel in der ersten Runde aus. Im Jahr darauf gelangte er bei den Arabischen Meisterschaften in Kairo auf Rang fünf über 200 Meter und gewann Bronze mit der Staffel. Auch bei den Asienmeisterschaften in Doha gelangte er bis in das Finale, konnte dort aber nicht erneut an den Start gehen. Zudem gewann er mit der omanischen Sprintstaffel in 39,36 s die Bronzemedaille hinter den Mannschaften aus Thailand und Taiwan. Ende Oktober erreichte er bei den Militärweltspielen in Wuhan über 200 Meter das Halbfinale, in dem er mit 21,34 s ausschied. Mit der 4-mal-100-Meter-Staffel gewann er in 39,51 s die Silbermedaille hinter dem Team aus Brasilien. Er startete auch mit der 4-mal-400-Meter-Staffel und trug dort im Vorlauf zum Finaleinzug bei. 2021 schied er bei den Arabischen Meisterschaften in Radès mit 21,88 s im Vorlauf über 200 Meter aus und gewann mit der Staffel in 39,95 s die Silbermedaille hinter dem Team aus Saudi-Arabien. Im Jahr darauf wurde er bei den Islamic Solidarity Games in Konya in der ersten Runde über 200 Meter disqualifiziert und gewann im Staffelbewerb mit neuem Landesrekord von 39,21 s die Bronzemedaille hinter den Teams aus der Türkei und Bahrain. 2023 gelangte er bei den Westasienmeisterschaften in Doha mit 21,39 s auf den fünften Platz über 200 Meter und anschließend gewann er bei den Arabischen Meisterschaften in Marrakesch in 20,62 s die Silbermedaille hinter dem Katari Femi Ogunode. Kurz darauf gewann er bei den Panarabischen Spielen in Algier in 20,94 s die Silbermedaille über 200 Meter hinter dem Marokkaner Machmour Chakir und siegte mit der Staffel in 39,70 s. Daraufhin wurde er mit der Staffel in 39,17 s Fünfter bei den Asienmeisterschaften in Bangkok und stellte damit einen neuen Landesrekord auf. Zudem schied er über 200 Meter mit 21,08 s im Halbfinale aus. Im August kam er bei den Weltmeisterschaften in Budapest mit 21,39 s nicht über den Vorlauf über 200 Meter hinaus. Im Oktober schied er bei den Asienspielen in Hangzhou mit 21,32 s im Halbfinale über 200 Meter aus und wurde mit der Staffel im Vorlauf disqualifiziert.

## Persönliche Bestzeiten
- 100 Meter: 10,64 s (+0,4 m/s), 7. April 2017 in Mobile
- 200 Meter: 20,62 s (−0,2 m/s), 24. Juni 2023 in Marrakesch (omanischer Rekord)
- 400 Meter: 47,09 s, 2015 in Doha